# Resolució 306 del Consell de Seguretat de les Nacions Unides
La Resolució 306 del Consell de Seguretat de les Nacions Unides fou adoptada el 21 de desembre de 1971. Després de considerar la recomanació de nomenament del Secretari General de les Nacions Unides, el Consell va recomanar a l'Assemblea General que Kurt Waldheim fos nomenat per un període de cinc anys.